# Torfbahn Gorochowskoje
| Torfbahn Gorochowskoje                           | Torfbahn Gorochowskoje |
| ------------------------------------------------ | ---------------------- |
| Dieselloks der SŽD-Baureihe TU4 – № 818 und 2961 |                        |
| Torfbahn Gorochowskoje                           |                        |
| Streckenlänge:                                   | 35 km                  |
| Spurweite:                                       | 750 mm (Schmalspur)    |
|                                                  |                        |

Die Torfbahn Gorochowskoje (russisch Узкоколейная железная дорога Гороховского торфопредприятия, transkr. Uskokoleinaja schelesnaja doroga Gorochowskowo torfopredprijatija, transl. Uzkokolejnaâ železnaâ doroga Gorohovskogo torfopredpriâtiâ) ist eine Schmalspurbahn bei der Siedlung Komsomolski im Rajon Kotelnitsch in der Oblast Kirow in Russland.

## Geschichte
Die 35 km lange Feldbahn wurde 1960 in Betrieb genommen und ist noch das ganze Jahr über in Betrieb (2016). Sie hat eine Spurweite von 750 mm. Sie wird heute für den Torftransport und zur Beförderung von Arbeitern genutzt. Der Torf wird am Nordende der Strecke in Breitspur-Eisenbahnwagen mit der Spurweite von 1520 mm umgeladen und nach Kirow in ein Kraft-Wärme-Kopplungs-Kraftwerk gebracht.

## Fahrzeuge

### Lokomotiven
- Diesellok der SŽD-Baureihe TU4 – № 818, 1323, 2961, 2594
- Fahrbares Kraftwerk ЭСУ2а – № 848, 927

### Güter- und Personenwagen
Es gibt mehrere offene und geschlossene Güterwagen, Personenwagen, Feuerlösch-Tankwagen, Schüttgutwagen für den Schottertransport beim Gleisbau sowie mindestens einen Schneepflug und Kräne des Typs GK-5 und UPS-1 (№ 50) sowie einen Gleisbaukran PPR2ma.

## Galerie

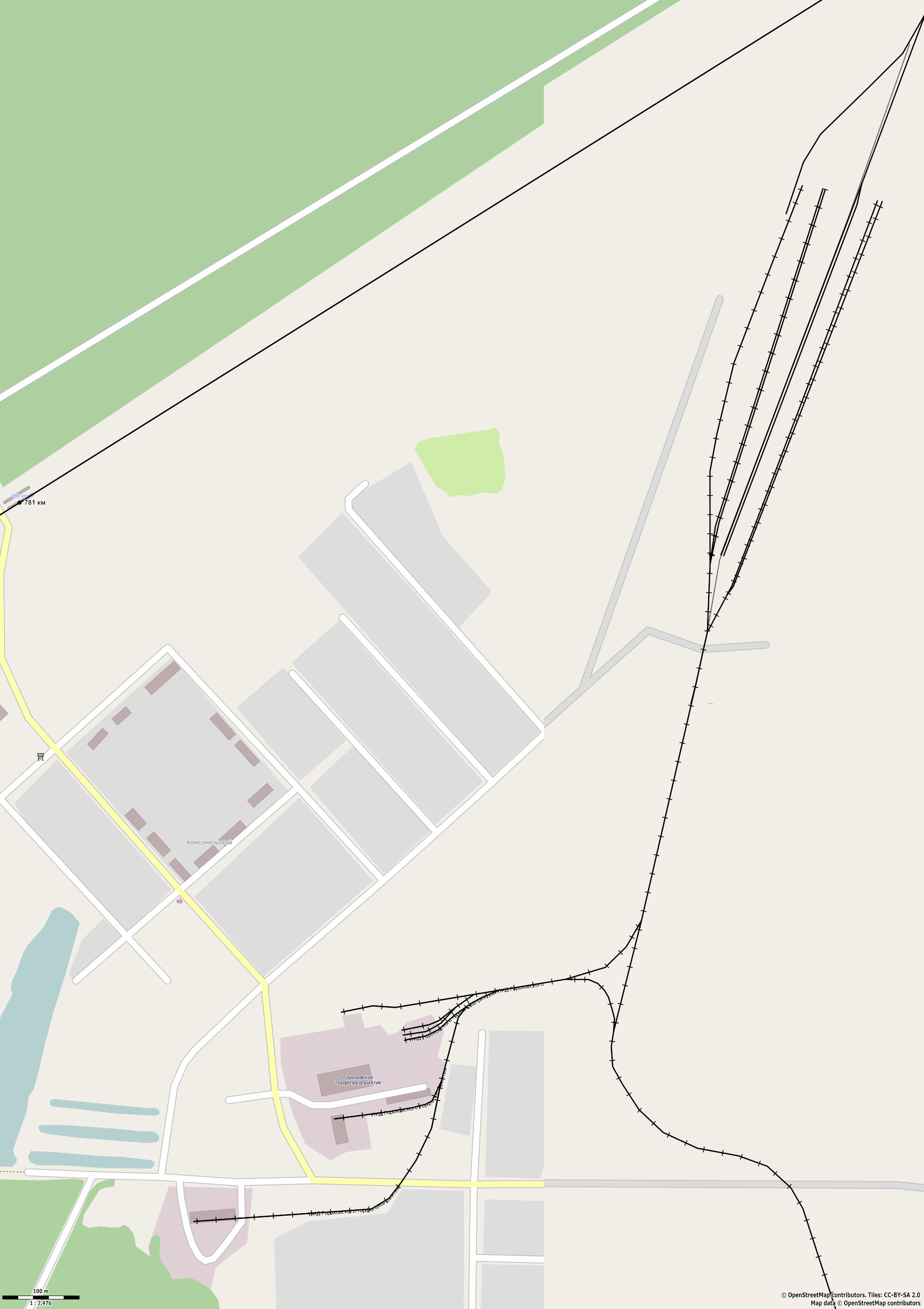
Bahnhof
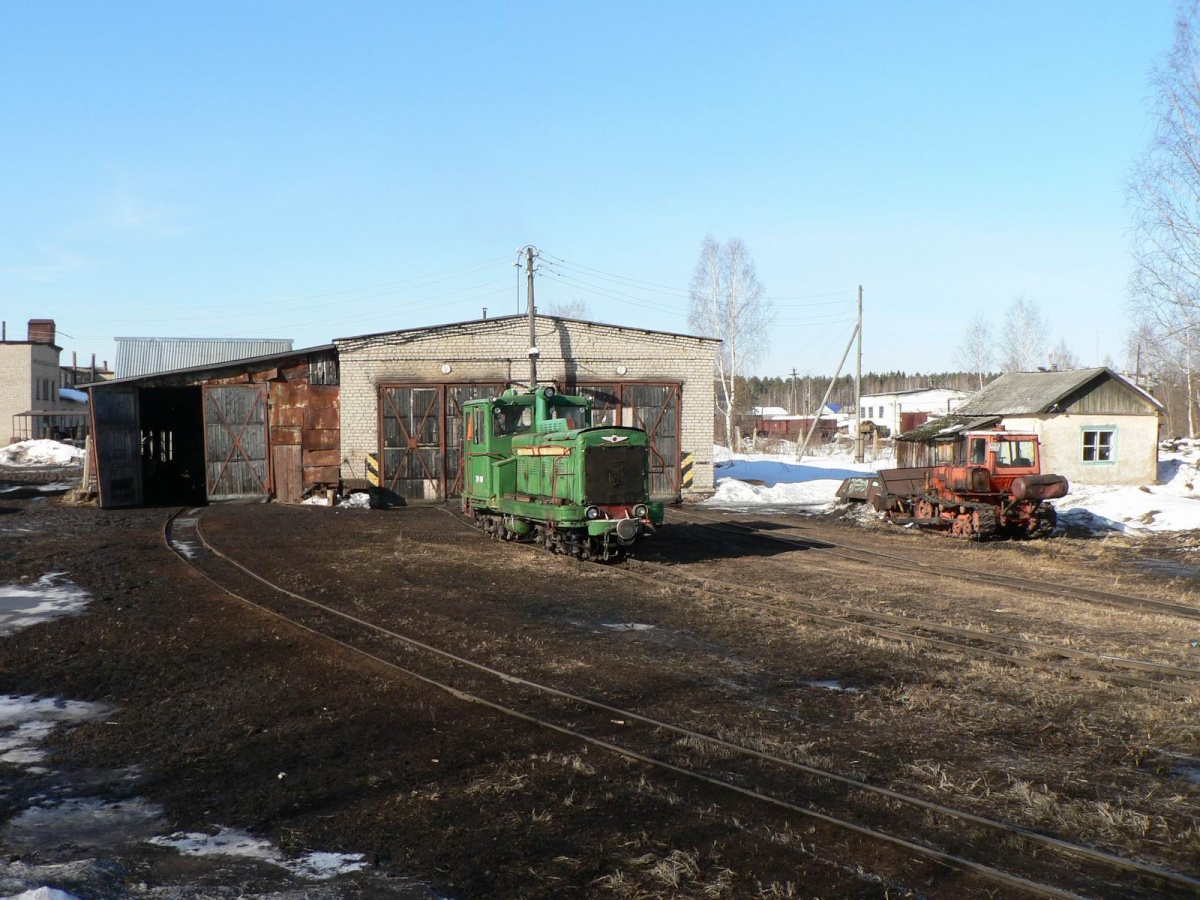
Diesellok der SŽD-Baureihe TU4 – № 818
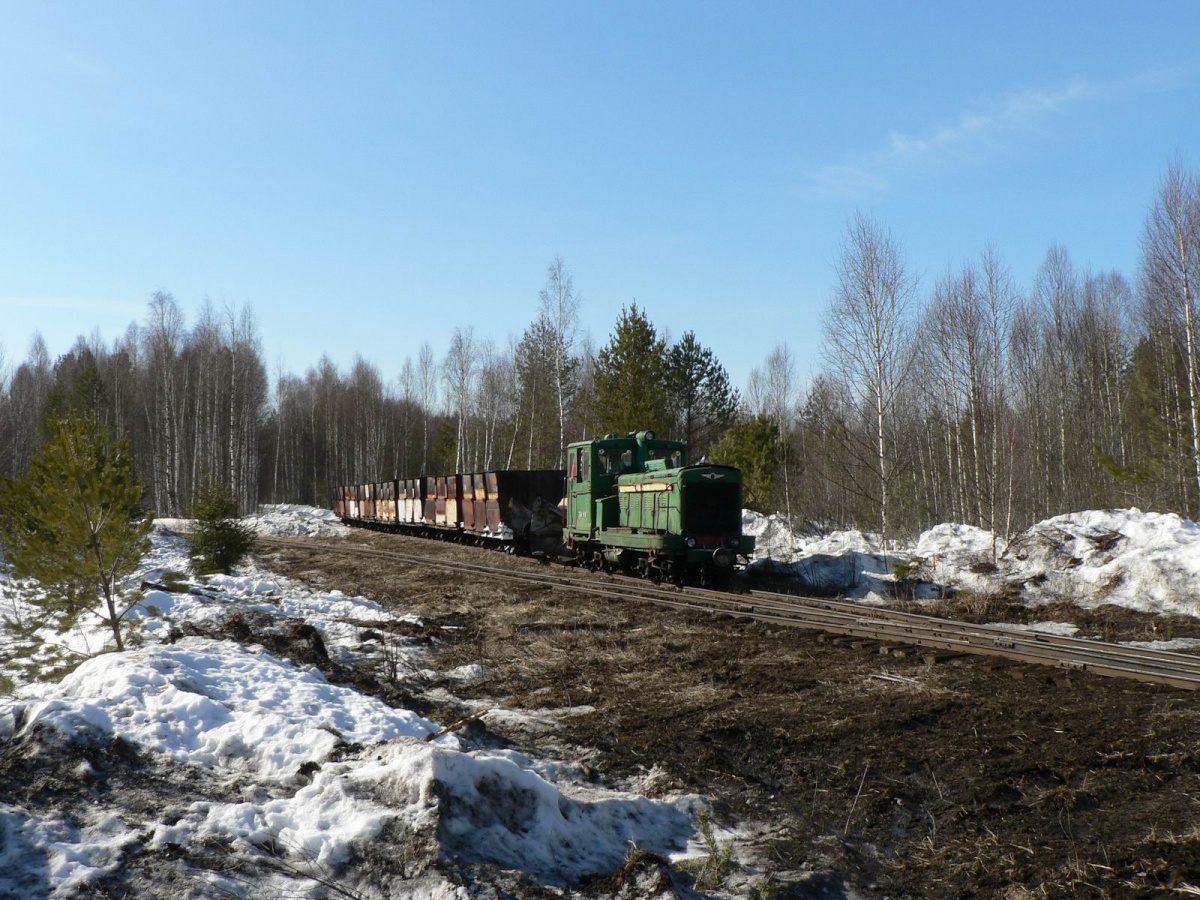
Diesellok der SŽD-Baureihe TU4 – № 818 mit Güterzug
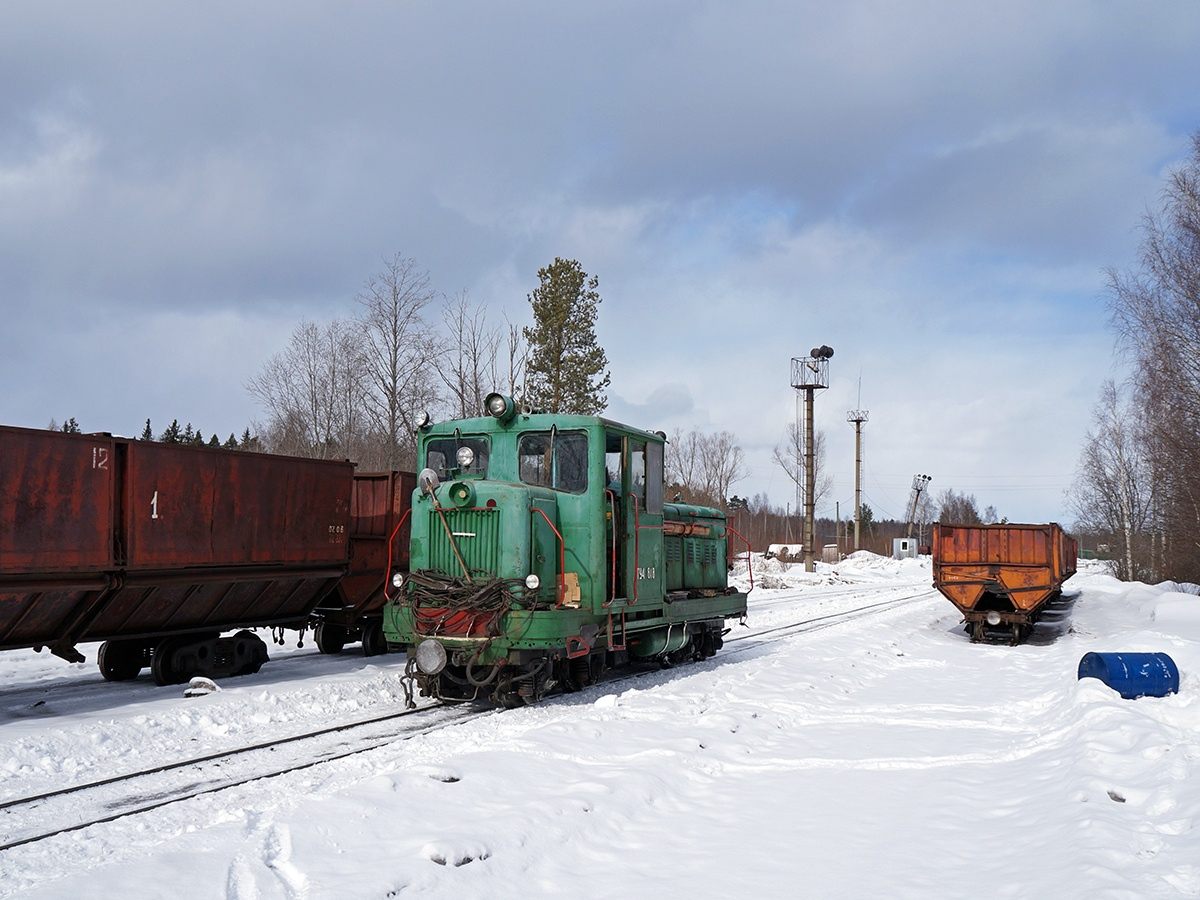
Diesellok der SŽD-Baureihe TU4 – № 818
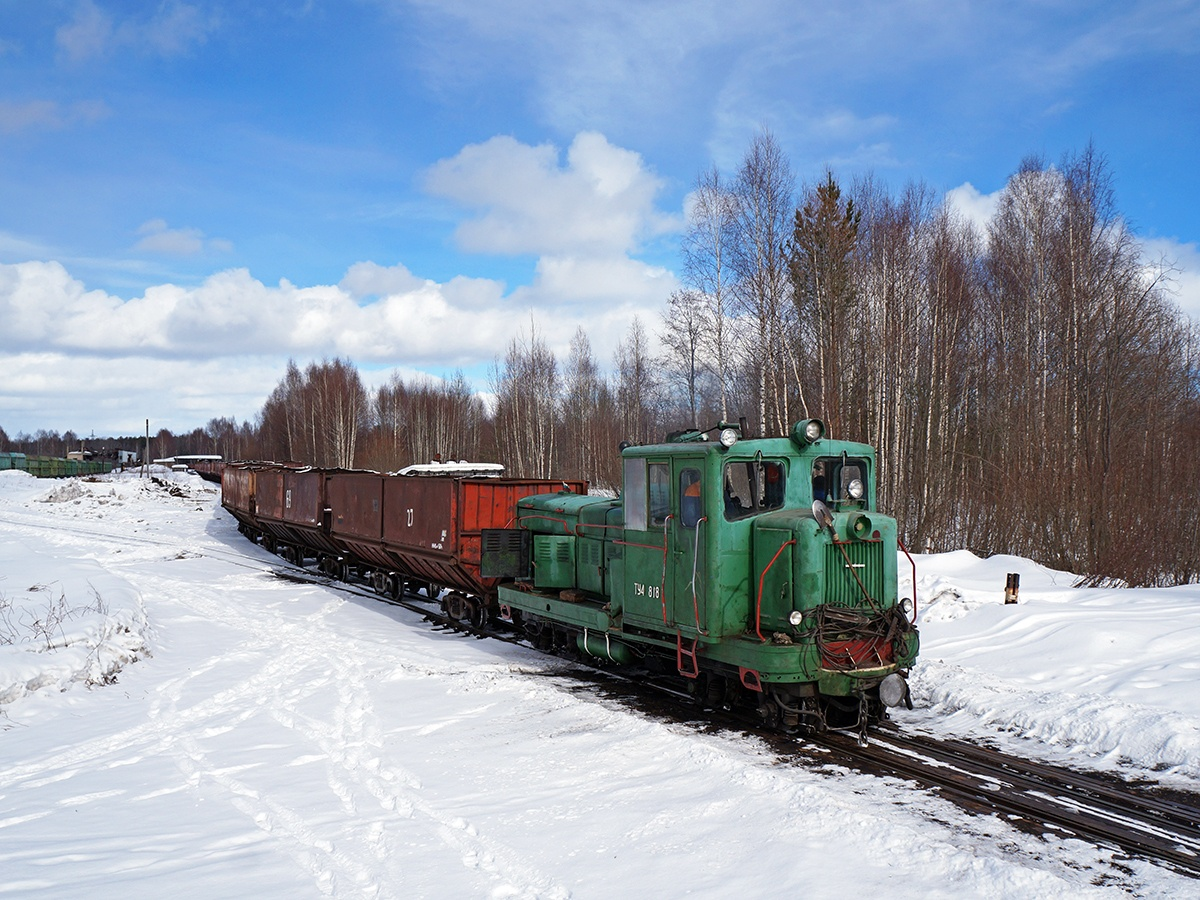
Diesellok der SŽD-Baureihe TU4 – № 818 mit Güterzug
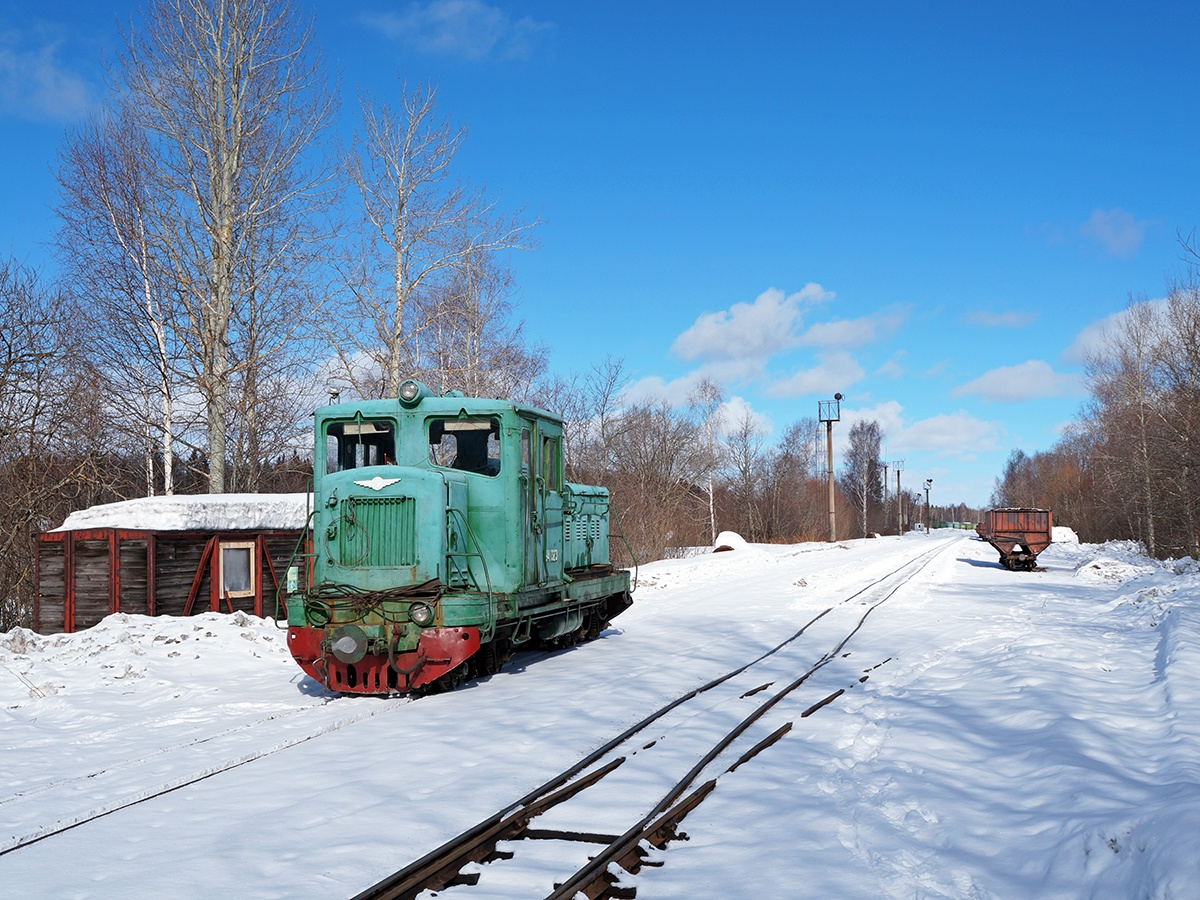
Diesellok der SŽD-Baureihe TU4 – № 1323